# Syed Abdul Rahim
Pour les articles homonymes, voir Rahim.
Syed Abdul Rahim dit Rahim Saab, né en 1909 à Hyderabad et mort en 1963, était un entraîneur indien de football, connu pour avoir été le sélectionneur de l'équipe d'Inde de football de 1950 à 1963.

## Biographie
Il remporta deux fois les Jeux asiatiques en 1951 et en 1962 et réussit à amener l'Inde jusqu'en demi-finale des Jeux olympiques de 1956 de Sydney.
Son fils Syed Shahid Hakim a été footballeur, puis a été sélectionné pour les Jeux olympiques de 1960 et a été arbitre lors d'un match du premier tour de la Coupe d'Asie des nations de football 1988.

### Palmarès
- Jeux asiatiques
  - Vainqueur en 1951 et en 1962